# Ballomarius kabashensis
Ballomarius kabashensis är en insektsart som beskrevs av Synave 1959. Ballomarius kabashensis ingår i släktet Ballomarius och familjen vedstritar. Inga underarter finns listade i Catalogue of Life.